# Chevêchette de Prigogine
Glaucidium albertinum
Espèce
Statut de conservation UICN

 VU C2a(i) : Vulnérable
Statut CITES
La Chevêchette de Prigogine (Glaucidium albertinum), aussi connue en tant que Chevêchette du Graben ou Chevêchette d'Albertine, est une espèce d'oiseaux de la famille des Strigidae, autrefois considérée comme une sous-espèce de la Chevêchette du Cap (G. capense).

## Répartition
Cette espèce est endémique des forêts d'altitude du rift Albertin.